# الخطوة الابتكارية/عدم البداهة في قانون براءات الاختراع في الولايات المتحدة
في قانون براءات الاختراع الأمريكي ، تعد الخطوة الابتكارية/عدم البداهة أحد المتطلبات التي يجب أن يفي بها الاختراع حتى يكون مؤهلاً للحصول على براءة اختراع، والتي تم تدوينها كجزء من قانون براءات الاختراع لعام 1952 باسم 35 USC §103 . لا يكون الاختراع واضحًا إذا كان " الشخص ذو المعرفة العادية في هذا المجال " (فوسيتا) لا يعرف كيفية حل المشكلة التي يستهدفها الاختراع باستخدام نفس الآلية تمامًا. وبما أن معيار فوسيتا PHOSITA أصبح غامضاً للغاية في الممارسة العملية، فقد قدمت المحكمة العليا للولايات المتحدة في وقت لاحق نهجين أكثر فائدة يتحكمان حالياً في التحليل العملي لعدم الوضوح من قبل فاحصي براءات الاختراع والمحاكم: Graham et al. v. John Deere Co. of Kansas City et al. ، 383 US 1 (1966) يقدم إرشادات حول ما هو "عديم البداهة/غير واضح"، و KSR v. Teleflex (2006) يقدم إرشادات حول ما هو "بديهي/واضح".